# Battering Ram (Iron Savior)
| Recensione | Giudizio |
| ---------- | -------- |
| AllMusic   |          |

Battering Ram è il quinto album della heavy metal band tedesca Iron Savior, pubblicato nel 2004.

## Tracce
1. Battering Ram – 4:49
2. Stand Against The King – 5:01
3. Tyranny Of Steel – 4:27
4. Time Will Tell – 4:11
5. Wings Of Deliverance – 4:48
6. Break The Curse – 4:01
7. Riding Free – 5:15
8. Starchaser – 4:27
9. Machine World – 6:31
10. H.M. Powered Man – 4:20
11. The Call – 6:14

## Formazione
- Piet Sielck – canto, chitarra, cori
- Joachim "Piesel" Küstner – chitarra, cori
- Yenz Leonhardt – basso, cori
- Thomas Nack – percussioni, cori